# Солтвуд
Солтвуд (англ. Saltwood) — деревня в графстве Кент, Англия. Находится к северу от города Хит.
Поселение возникло в средние века вокруг Солтвудского замка. Деревня и замок принадлежали архиепископам Кентерберийским, затем были переданы в собственность королевских рыцарей. После убийства Томаса Бекета вновь в собственности архиепископства.
В деревне есть две начальные школы, а также одна общеобразовательная.
В деревне находится одна католическая и одна англиканская церкви.